# جيمي جاكوبس (مصارع محترف)
جيمي جاكوبس (بالإنجليزية: Jimmy Jacobs) (و. 1984  م) هو مصارع محترف، وكاتب سيناريو أمريكي، ولد في غراند رابيدز.

## وصلات خارجية
- جيمي جاكوبس على موقع IMDb (الإنجليزية)
- جيمي جاكوبس على موقع قاعدة بيانات الفيلم (الإنجليزية)
- جيمي جاكوبس على موقع CageMatch worker (الإنجليزية)
- جيمي جاكوبس على موقع قاعدة بيانات المصارعة على الإنترنت (الإنجليزية)

- جيمي جاكوبس في قاعدة بيانات الأفلام على الإنترنت